# Thamnobryum parvulum
Thamnobryum parvulum là một loài Rêu trong họ Neckeraceae. Loài này được (Mitt.) R.S. Chopra miêu tả khoa học đầu tiên năm 1977.